# 보닛헤드귀상어
보닛헤드귀상어 또는 보닛헤드상어(학명: Sphyrna tiburo)는 흉상어목 귀상어과에 속하는 물고기이다. 몸길이는 1.1m로 귀상어속(Sphyrna) 중에서는 작은 종에 속하는 어종이다. 북대서양과 멕시코 바닷가에서 흔히 발견될 수 있다.
보닛헤드귀상어의 학명에서 속명인 'Sphyrna'는 보닛헤드귀상어의 머리 모양과 비슷한 모양인 망치를 뜻하는 그리스어의 단어에서 파생됐으며 'tiburo'는 상어를 의미하는 단어인 스페인어의 단어인 tiburón에서 각각 파생된 단어이다.

## 특징과 먹이
보닛헤드귀상어는 광범위하고 매끄러운 스페이드와 같은 머리를 가진 것이 특징으로 귀상어과의 종들 중에서 가장 작게 확장된 머리를 가지고 있다. 영어권에서는 보닛헤드 샤크(Bonnethead Shark)라는 이름으로 불린다. 몸의 옆줄을 기점으로 등쪽은 갈색과 회색이 혼합되어 있으며 배쪽은 흰색을 띄고 있고 밑면이 가볍다. 사회성이 강한 어종으로서 보닛헤드귀상어는 보통 5~15마리의 무리를 지어 활발히 수영하는 열대의 상어이지만 수백 또는 수천 마리 규모의 무리가 보고가 되기도 하며 많은 무리들이 군체를 이루어서 유영을 하는 어종이기도 하다.
수온의 변화에 따라 끊임없이 이동하는 회유성의 물고기로 서식지를 이동하면서 호흡을 유지한다. 보닛헤드귀상어를 포함한 귀상어과의 어류들은 해양 척추 동물들 중에서 가장 부정적인 부력을 이용해야 하는 어종 중에 하나이기 때문에 계속 움직이지 않으면 몸이 가라앉으므로 계속 유영을 해줘야 한다. 등지느러미는 2개이며 제1등지느러미는 크고 가슴지느러미가 끝나는 부분의 바로 윗쪽에서 시작되며 제2등지느러미는 항문지느러미가 있는 곳의 바로 위쪽에 존재한다. 대부분의 물고기가 유영하는 신체의 위와 아래로 운동하여 조종하는 컨트롤 피칭과 좌우의 운동을 하는 야윙의 힘을 이용하여 수중에서 추진력을 얻지만 보닛헤드귀상어는 대부분을 컨트롤 피칭과 야윙을 하지 않고 세팔로오일을 사용하여 피치를 달성하고 그 힘으로 추진력을 얻어 유영한다. 다만 보닛헤드귀상어는 다른 귀상어과의 어류들 중에서도 세팔로오일이 가장 작아서 성공적이지 못한 점들이 있기 때문에 대부분의 운동성에 대하여 세팔로오일과 큰 가슴지느러미의 조합에 의존해야 하는 경우가 많다. 그래서 다른 귀상어과의 어류들에 비해서 가슴지느러미가 더 크고 발달이 되어 있으며 적극적으로 가슴지느러미를 사용하여 수영을 하는 유일한 귀상어과의 어종이다. 양턱에는 16개~20개의 이빨이 나 있으며 윗턱의 이빨은 작은 삼각형 모양의 이빨을 가지고 아래턱은 그보다도 작은 세랭된 톱니의 모양을 가진 이빨을 가지고 있다. 먹이로는 멸치, 청어, 꽁치, 정어리, 고등어와 같은 물고기들과 오징어와 같은 두족류에 갑각류와 같은 육식성의 먹이는 물론이고 해조류와 해초, 수생식물과 같은 채식성 먹이까지도 같이 섭이하는 잡식성물고기로 귀상어과의 상어는 물론 다른 상어의 종들까지 같이 비교해도 많지가 않은 유일한 잡식성의 상어가 된다.

## 서식지와 산란기와 보호 활동
보닛헤드귀상어의 주요한 서식지는 동부 태평양과 서부 대서양으로 동부 태평양에선 미국 남부의 지방인 캘리포니아와 멕시코부터 시작하여 페루의 북부까지 서식하며 서부 대서양에선 멕시코만부터 시작하여 브라질까지 서식하는 어종이다. 수심 10~100m의 대륙붕으로 이뤄진 연안에서 서식하며 주로 진흙, 모래, 자갈이 많은 해저에서 서식하지만 해조류나 해초, 수생식물들과 같은 식물성의 먹이들도 모두 먹는 잡식성의 어류이기 때문에 해조류와 해초, 수생식물들이 가득한 지역이나 산호초에서도 많이 서식을 하는 어종이다. 봄, 여름, 가을에는 플로리다와 멕시코만에서 주로 서식하지만 겨울에는 물이 따듯한 적도로 이동하여 생활한다. 산란기는 3월~5월의 봄이며 수컷의 수정을 받은 암컷은 약 4~5개월의 임신 기간을 거쳐 늦은 여름과 가을에 4~12마리의 유어를 출산한다. 갓 태어난 유어의 크기는 300~330mm의 크기인 12인치~13인치 크기로 태어나며 머리의 형태에 성적 이성형을 표시하는 것으로 알려진 유일한 종이고 다른 귀상어과의 어류들에 비해 임신 기간이 가장 짧은 종이다. 수컷은 태어난지 약 61cm를 넘어가게 성장을 했을 때에 성적으로 성숙해지며 암컷은 태어난지 약 81cm를 넘어가게 성장을 했을 때에 성적으로 성숙해진다. 보닛헤드귀상어는 국제 자연 보전 연맹(IUDC)이 정한 위기 등급의 멸종위기종으로 카리브해나 대서양의 중앙아메리카에선 매우 희귀한 종이 되었기 때문에 국제적으로 개체수의 보호를 받는 어종이다.

## 같이 보기
- 흉상어목
- 귀상어과